# Milanion
Milanion is een geslacht van vlinders van de familie dikkopjes (Hesperiidae), uit de onderfamilie Pyrginae.

## Soorten
- M. alaricus (Plötz, 1884)
- M. cramba Evans, 1953
- M. hemes (Cramer, 1777)
- M. hemestinus Mabille & Boullet, 1917
- M. leucaspis (Mabille, 1878)
- M. marciana Godman & Salvin, 1895
- M. pilumnus Mabille & Boullet, 1917